# 劉憲 (唐朝)
劉憲（655年—711年2月3日），字元度，宋州寧陵（今河南商丘宁陵县）人。

## 生平
父劉思立，唐高宗時任御史。劉憲二十歲弱冠時中進士，累遷冬官员外郎，武则天天授年间，因调查来俊臣，反被其陷害，被貶為濆水令。后迁任司仆丞。697年来俊臣伏诛后，刘宪晋升为给事中，不久转為鳳閣舍人（中书舍人）。神龍初年（705年），因曾被张易之引荐过，自吏部侍郎出为渝州刺史。不久复入京任太仆少卿，兼修国史，并担任修文館學士。唐睿宗景云初年（710年），官至太子詹事，曾劝李隆基作为太子，不必在经籍文章上用功，次年（711年）卒於长安胜业里私宅，赠兖州都督。著有文集四十卷。曾作《韦泂墓志》《崔释墓志铭》。
武则天实行吏部糊名科举考试时，刘宪与王适、司马锽、梁载言并列第二等。

## 家庭
妻卢氏（660年—724年12月26日），卢仁节女，范阳郡夫人。子刑部员外郎刘濛、大理评事刘润。

## 延伸阅读
[在维基数据编辑]
 在维基文库阅读此作者作品
 《舊唐書/卷190中》，出自刘昫《舊唐書》